# Women on Waves

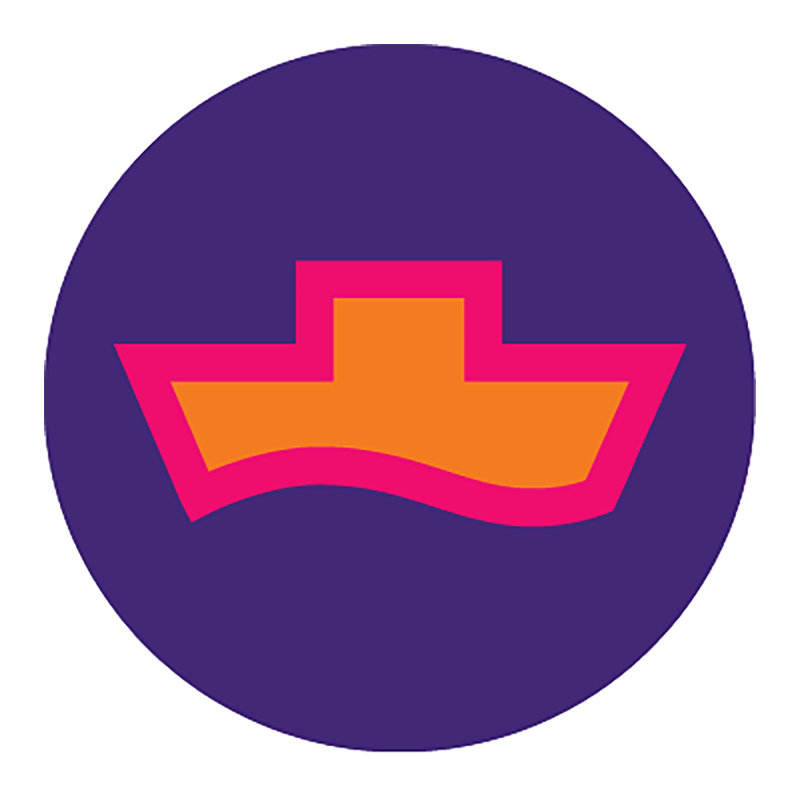
Women on Waves logo

Women on Waves (WoW), är en nederländsk kvinnoorganisation, grundad 1999.
Organisationen verkar för kvinnors reproduktiva rättigheter internationellt, och är kända för att ankra på internationellt vatten utanför länder med abortförbud, för att assistera kvinnor från dessa länder med abort med hjälp av mobila kliniker. 